# 韋斯特沃德霍！
韋斯特沃德霍！是一個位於英國英格蘭德文郡比迪福德的海濱小鎮，為不列顛群島裡唯一一個名字含有感嘆號的地區。

## 名稱

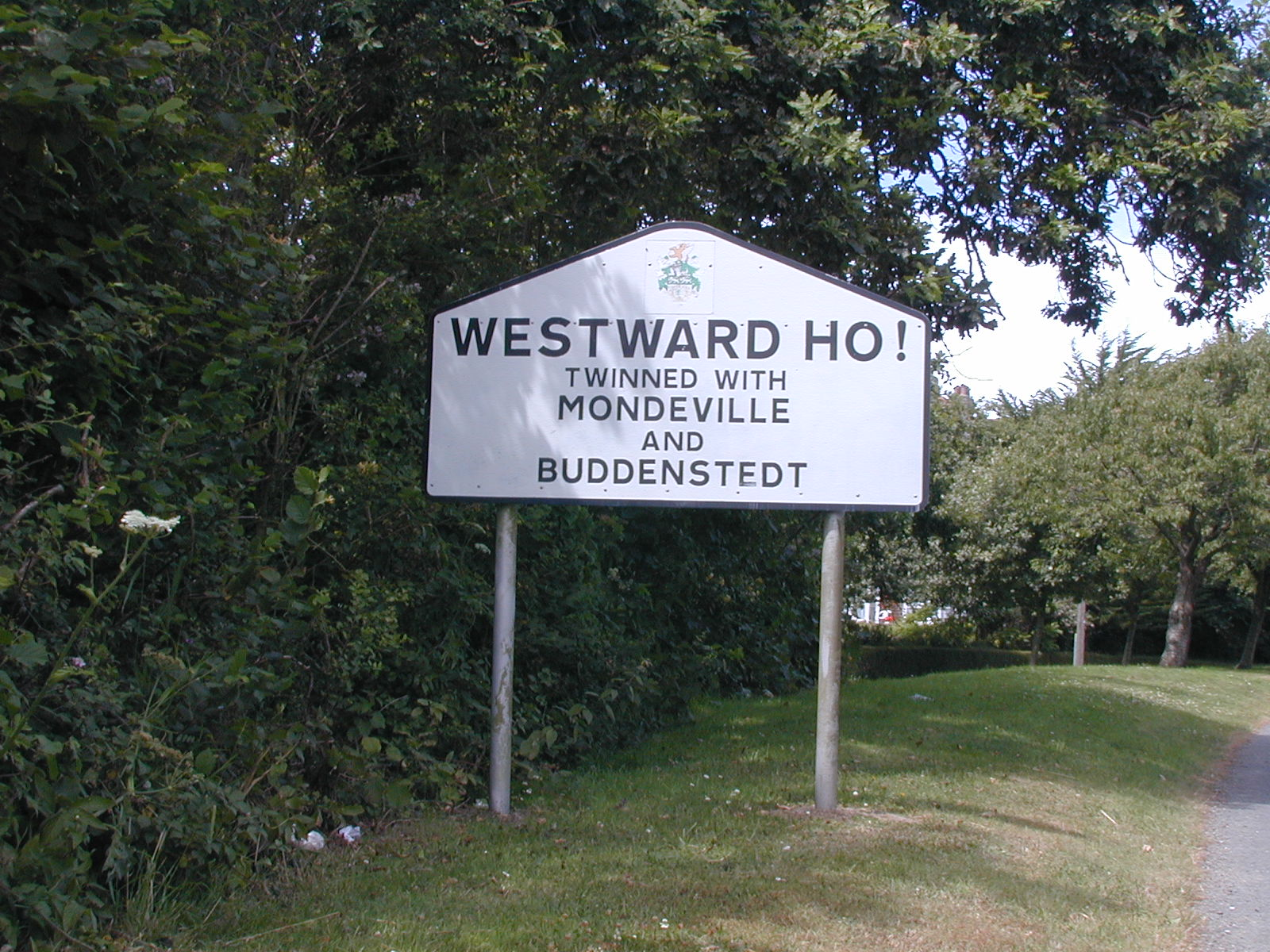
韋斯特沃德霍！的路標

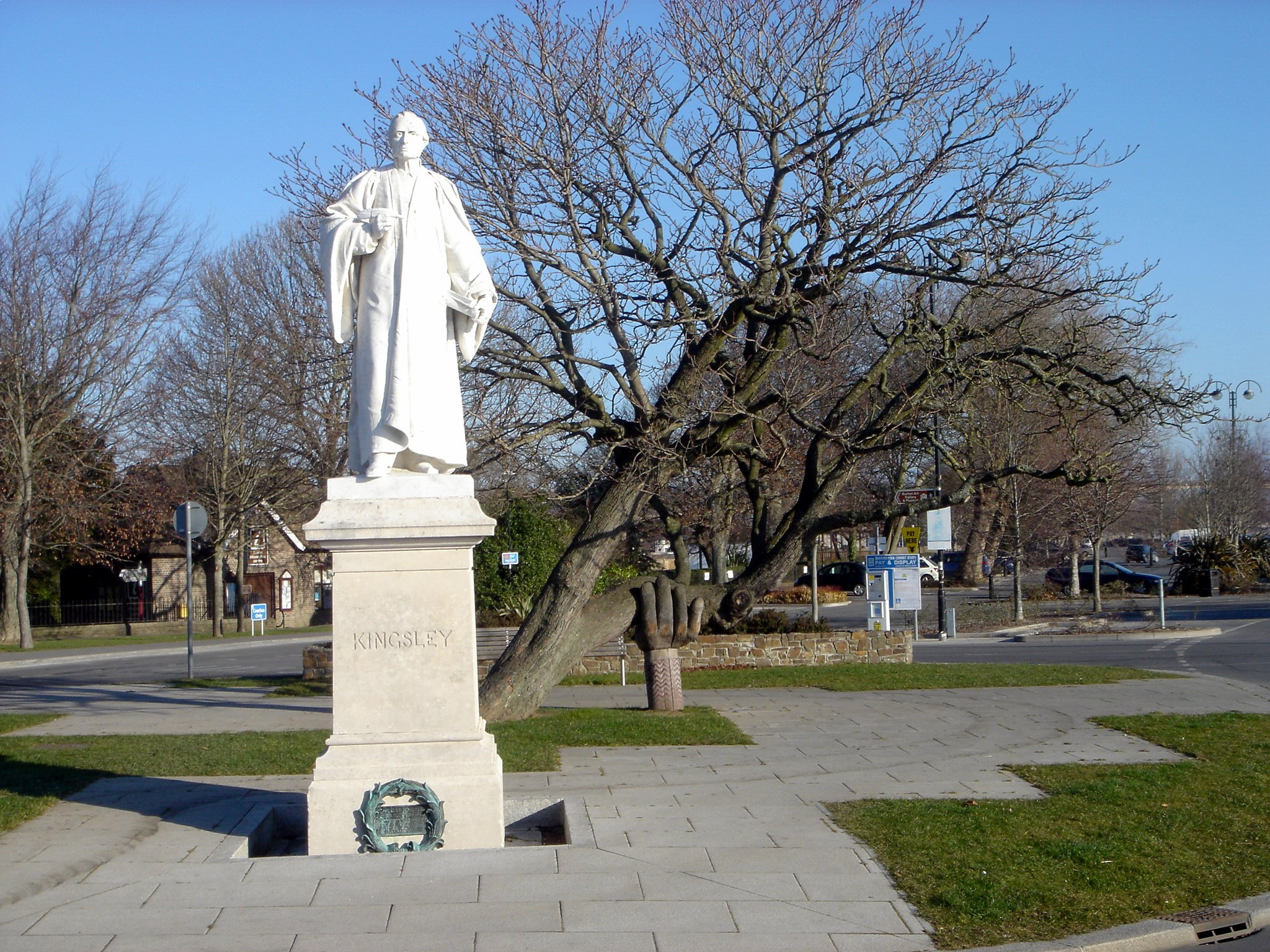
位於韋斯特沃德霍！內的查爾斯·金斯萊像

韋斯特沃德霍！乃得名自查爾斯·金斯萊於1855年創作的小說《韋斯特沃德霍！》。《韋斯特沃德霍！》出版後非常暢銷，而此小說亦是設在這裡附近，因而吸引了企業家到這一帶發展。當時，這裡興建了一家名為「韋斯特沃德霍！」的酒店。久而久之，此鎮也獲命名為「韋斯特沃德霍！」。韋斯特沃德霍！是不列顛群島裡唯一一個名字含有感嘆號的地區。而位於加拿大魁北克的聖路易士哈！哈！（Saint-Louis-du-Ha! Ha!）則在名字中含有兩個感嘆號。

## 發展

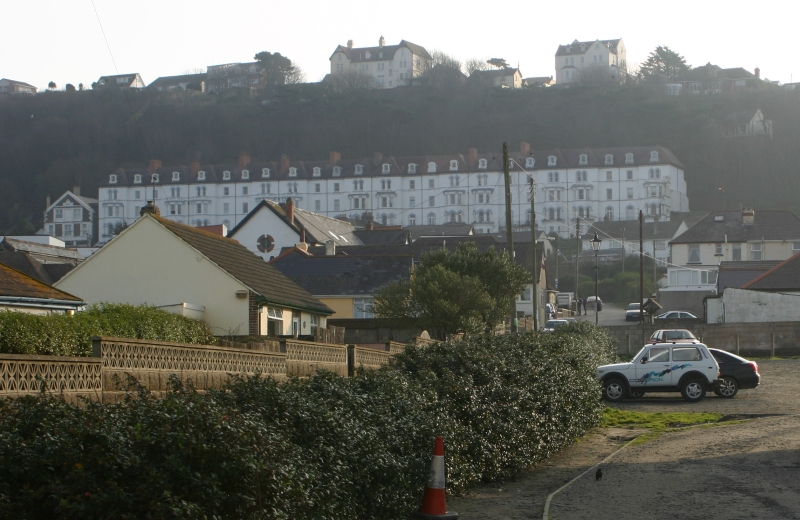
韋斯特沃德霍！鎮中心

韋斯特沃德霍！的發展始於1865年，即查爾斯·金斯萊的小說《韋斯特沃德霍！》出版後十年。韋斯特沃德霍！的發展完全是為了應對被小說吸引而來的遊客。於1874年，韋斯特沃德霍！建立了聯合服務學院。
考古學家亦曾在韋斯特沃德霍！的海岸上出土貝塚和一個被淹沒了的森林。這些文物可以追溯回中石器時代。

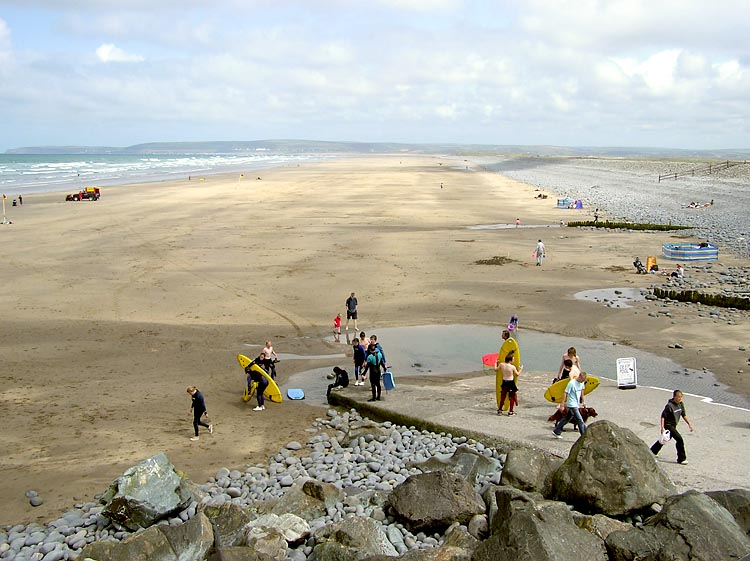
韋斯特沃德霍！的海灘

## 地理
韋斯特沃德霍！因其衝浪海域和背靠草原的沙灘而聞名。韋斯特沃德霍！擁有兩個教堂，分別是韋斯特沃德霍！浸信會教堂及三位一體教堂。韋斯特沃德霍！的海岸是屬於北德文郡海岸的一部份。
A39公路連接了韋斯特沃德霍！和巴恩斯特、比迪福德與布德。

## 運動
韋斯特沃德霍！的皇家北德文郡高爾夫俱樂部成立於1864年，是英格蘭和威爾斯中最古老的高爾夫球場。除了高爾夫球場，韋斯特沃德霍！亦擁有一個卡丁車賽道和海濱浴場岩池。

## 友好城市
- 法國蒙德維爾
- 德国比登斯特

## 外部連結
- 中的“韋斯特沃德霍！”
- Information from BBC site （页面存档备份，存于）
- North Devon AONB website （页面存档备份，存于）